# Cagcapola
Cagcapola är en ort i Mexiko.   Den ligger i kommunen Tetela de Ocampo och delstaten Puebla, i den sydöstra delen av landet, 150 km öster om huvudstaden Mexico City. Cagcapola ligger 1 934 meter över havet och antalet invånare är 136.
Terrängen runt Cagcapola är kuperad åt sydost, men åt nordväst är den bergig. Runt Cagcapola är det ganska tätbefolkat, med 75 invånare per kvadratkilometer. Närmaste större samhälle är Zaragoza, 17,9 km öster om Cagcapola. I omgivningarna runt Cagcapola växer huvudsakligen savannskog.